# Fullerton Arboretum
El Arboreto Fullerton en inglés : Fullerton Arboretum es un jardín botánico y arboreto de una 10 hectáreas (26 acres) de extensión que se encuentra en Fullerton, California.
El arboretum se encuentra encuadrado en el North American Plant Collections Consortium gracias a su colección de Citrus históricos ( con 36 accesiones, que representan 20 taxones).
El código de identificación del Fullerton Arboretum como miembro del "Botanic Gardens Conservation Internacional" (BGCI), así como las siglas de su herbario es MACF.

## Localización
Se ubica en la zona noreste del campus de la Universidad Estatal de California, campus de Fullerton.
Fullerton Arboretum, California State University, P.O.Box 34080, Fullerton, Orange County, California CA 92634-9480 United States of America-Estados Unidos de América.
Planos y vistas satélites.33°53′14″N 117°52′58″O / 33.88722, -117.88278

## Historia
La idea de crear un jardín botánico en la parte norte del campus del "Orange State College", más tarde conocida como la Universidad estatal de California en Fullerton, provino de los Drs. David Walkington y Eugene Jones. Esta tierra había sido originalmente un campo de cultivo de naranjos que sufrieron una enfermedad llamada "declinación rápida", que llevó a la muerte de los árboles. Teri Jones, junto con otras mujeres de la facultad, trabajaron en conjunto para encontrar apoyo para el desarrollo de la tierra en un jardín botánico. Se formó el Comité del Arboretum, que más tarde ganó un Premio el « "Disneyland Community Service Award" » por sus esfuerzos medioambientales.
La Asociación de Estudiantes de Cal State College comenzó la financiación para el proyecto en 1971. Estudiantes y profesores trabajaron juntos para utilizar la tierra para hacer huertos orgánicos para mostrar los valores ambientales de la jardinería orgánica. Los árboles se talaron y se eliminaron las raíces. 
En 1972, se afianzó la idea de crear un jardín botánico en la tierra a un lado del arboreto. Se formó la "Arboretum Society" y comenzó la recaudación de fondos en el campus para construir un jardín botánico. También pidieron a la ciudad de Fullerton para ayudar en el futuro Fullerton Arboretum, en un intento por ganar el apoyo oficial de la comunidad para el proyecto. Los Síndicos del sistema de la Universidad Estatal de California aprobaron la planificación del jardín botánico en CSUF y asignaron veintiséis hectáreas de terreno para el proyecto.
El mismo año, fue creado un grupo llamado "Friends of Fullerton Arboretum" aparte de la "Arboretum Society" con el fin de comenzar el desarrollo. La organización de Amigos se convirtió en una corporación sin fines de lucro y exenta de impuestos que ayudó a recaudar fondos para el proyecto y continúa existiendo en la actualidad.
Un estudio de arquitectura fue contratado en 1976 para dibujar esquemas para el arboretum. En octubre de 1977, los contratistas para el proyecto se adjudicaron $ 621.000 para comenzar la construcción. 
El 11 de diciembre de 1977 fue el día en el que se llevó a cabo la ceremonia de roturación de los terrenos. La ceremonia oficial de inauguración tuvo lugar el 21 de octubre de 1979.
Una pieza central del arboreto es la casa de la herencia, que fue construida en 1894 como el hogar y la oficina del médico pionero en Fullerton, el Dr. George C. Clark.
En 1972 la casa fue trasladada a lo que ahora es el centro del arboreto. La casa restaurada sirve actualmente como museo de la vida familiar y de la práctica médica de la década de 1890. 
En 2004, se creó un centro de visitantes con aulas, un pabellón, museo, y otras modificaciones.

## Colecciones
Es el jardín botánico más grande en el Condado de Orange, con una colección de más de 4.000 plantas. El Arboretum salva especies que se han extinguido o cerca de la extinción y sirve como un lugar de aprendizaje para la historia agrícola.

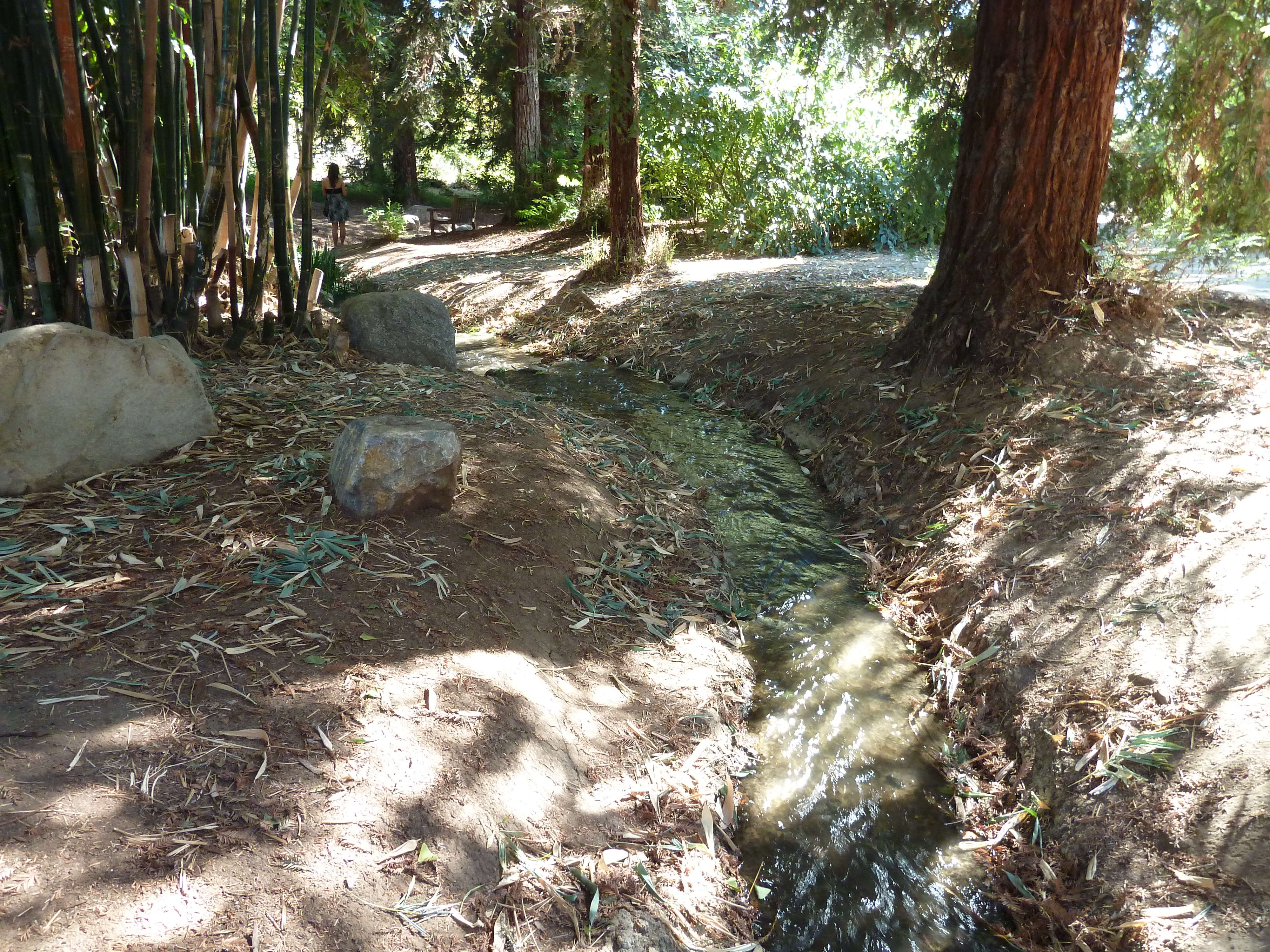
Interior del Fullerton Arboretum

El Arboretum alberga una colección de plantas procedentes de todo el mundo, los senderos del jardín se extienden a través de cuatro importantes colecciones: 
- Colecciones de plantas de cultivos.
- Arbolados,
- Colecciones de plantas mediterráneas.
- Colecciones de plantas del desierto.

Los puntos culminantes incluyen la vegetación nativa de la California meridional, árboles frutales, aguacates y cítricos históricos raros, vegetación de las islas de canal de California, una gran colección de Cycas, coníferas, Palmeral, jardines de la comunidad, y un jardín de los niños.
Entre las familias de plantas que se encuentran más representadas
- Agavaceae,
- Arecaceae,
- Cactaceae,
- Fabaceae,
- Pinaceae,
- Poaceae,
- Taxodiaceae,

Los géneros con una más nutrida representación de especies, Aloe (40 spp., 44 taxones ), Diospyros (9 spp., 12 taxones), Erythrina (13 spp., 13 taxones), Ficus (30 spp., 38 taxones), Grewia (6 spp., 16 taxones), Quercus (16 spp., 16 taxones), Citrus ( con 36 accesiones, 20 taxones), Rhus (13 spp., 

## Museos
El Orange County Agricultural and Nikkei Heritage Museum está ubicado en los terrenos de la Fullerton Arboretum, y pone de relieve la historia agrícola de la región, así como las contribuciones de la comunidad local japonesa y otros agricultores pioneros. El museo es una colaboración entre el arboreto Fullerton y la Universidad Estatal de California, Fullerton.
Heritage House (Casa de la Herencia), es una histórica casa museo decorada como la casa de un médico y una oficina de la década de 1890. Es una de las casas más antiguas que sobreviven construidas en la antigua ciudad de Fullerton. casa fue construida en estilo Eastlake por uno de los médicos pioneros de Fullerton, Dr. George Crook Clark, en 1894. La casa se trasladó al arboreto del campus en 1972 para salvarla de la demolición. Estaba ubicada originalmente en la esquina de las calles Amerige y Harvard (Lemon) en el centro de Fullerton. Los docentes organizan recorridos guiados por la casa en las tardes de fin de semana.